# Погребки (Курська область)
Погребки (рос. Погребки) — село в Суджанському районі Курської області Російської Федерації.
Населення становить 266 осіб. Входить до складу муніципального утворення Погребська сільрада.

## Історія
Населений пункт розташований на території українського етнічного та культурного краю Східна Слобожанщина.
Від 2004 року входить до складу муніципального утворення Погребська сільрада.
У листопаді 2024 були важкі бої за Погребки. В результаті ЗСУ відступили з села.

## Населення
| 2002 | 2010 |
| ---- | ---- |
| 372  | ↘266 |

## Пов'язані з селом
- Северенчук Ігор Ярославович — військовослужбовець 95 ОДШБр, кавалер ордену «За мужність» III-го ступеня. Загинув 13 серпня 2024 в Погребках.